# Élection du président de la Confédération suisse de 2017
L'élection du président de la Confédération suisse de 2017, est un scrutin au suffrage indirect visant à élire le président de la Confédération suisse pour l'année 2018.
Le 6 décembre 2017, par 190 voix sur 190 valables, Alain Berset est élu par l'Assemblée fédérale.

## Procédure électorale
Le président de la Confédération est élu par l'Assemblée fédérale, réunissant le Conseil national et le Conseil des États, parmi les membres du Conseil fédéral le deuxième mercredi de la session d'hiver.
Son mandat dure un an et correspond à l'année civile (du 1er janvier au 31 décembre). Il n'est pas immédiatement rééligible, y compris à la vice-présidence du Conseil fédéral, mais peut remplir plusieurs mandats non successifs,.

## Élection
Le 6 décembre 2017, par 190 voix sur 210 valables, l'Assemblée fédérale élit Alain Berset président de la Confédération pour l'année 2018.